# アリバイなカーテシー
「アリバイなカーテシー」は、DIALOGUE+の13枚目のシングルである。作詞は古屋真、作曲は田淵智也、編曲は中山真斗が担当している。2025年3月5日にポニーキャニオンから発売。

## 概要
表題曲はTVアニメ『妃教育から逃げたい私』EDテーマとして使用。
初回限定盤にはシングルCDに加えて2枚のCDと、1枚のBlu-ray Discが同梱される3CD+1BD形態である。
特典LIVE CD Disc 1には「ライブハウスツアー「チャンバワンバjourney!!」神奈川公演」、Disc 2にはバンドライブ「DIALOGUE＋ BAND Assemble!!!!!!!!」が収録される。
特典Blu-ray Discには、「アリバイなカーテシー」MV、メイキングが収録される。

## 収録曲
| 全編曲: 中山真斗。 |                                        |           |                                  |       |
| #                  | タイトル                               | 作詞      | 作曲                             | 時間  |
| 1.                 | 「アリバイなカーテシー」               | 古屋真    | 田淵智也                         | 3:53  |
| 2.                 | 「カクノゴトキdance」                  | 田淵智也  | sumeshiii a.k.a.バーチャルお寿司 | 3:27  |
| 3.                 | 「アリバイなカーテシー」(TV Size Ver.) |           |                                  | 1:32  |
| 4.                 | 「アリバイなカーテシー」(Instrumental) |           |                                  | 3:53  |
| 5.                 | 「カクノゴトキdance」(Instrumental)    |           |                                  | 3:27  |
| 合計時間:          | 合計時間:                              | 合計時間: | 合計時間:                        | 16:12 |